# Cathédrale d'Avezzano
La cathédrale d'Avezzano est une église catholique romaine d'Avezzano, en Italie. Il s'agit de la cathédrale du diocèse d'Avezzano.